# 北田幸恵
北田 幸恵（きただ さちえ、1947年 - ）は、日本近代文学の研究者。

## 略歴
北海道中標津町出身。1969年北海道教育大学卒業、1977年北海道大学大学院文学研究科博士課程修了。
1970年代には須見容子の筆名で、宮本百合子研究を『民主文学』誌に書いたり、宮本百合子の『道標』の新日本文庫版の解説を書いたりしていた。
その後、研究に専念し、近代文学をジェンダー論と関係づける研究を多く試みる。城西国際大学の教授をつとめた。

## 著書
- 『書く女たち　江戸から明治のメディア・文学・ジェンダーを読む』（学藝書林）
- 『宮本百合子の時空』（翰林書房、共著）
- 『女たちの戦争責任』（東京堂出版、共編）